# 维塔尔·艾泽尔特
维塔尔·艾泽尔特（1941年5月6日—），斯洛文尼亚男子篮球运动员。他曾代表南斯拉夫国家队参加1964年夏季奥林匹克运动会篮球比赛，获得第七名。